# Ebangabi
Ebangabi (ou Ebongabi, Nbangabi) est une localité du Cameroun située dans la Région du Sud-Ouest et le département de Manyu. Elle est rattachée administrativement à l'arrondissement de Upper Bayang (Tinto Council) et au canton de Tinto.

## Population
La localité comptait 78 habitants en 1953, puis en 100 en 1967, des Betieku.
Lors du recensement de 2005, on y a dénombré 552 personnes.